# Tuoni
Tuoni är underjordens kung i finsk mytologi. Han är gift med Tuonetar och far till Loviatar.